# Željeznička pruga Sarajevo – Ploče
Željeznička pruga Sarajevo – Ploče je željeznička pruga u Bosni i Hercegovini i Hrvatskoj. Dio je paneuropskog koridora 5C od Budimpešte preko Osijeka i Sarajeva do Ploča. Dionica kroz Bosnu i Hercegovinu nosi oznaku 11, a kroz Hrvatsku M304.

## Povijest pruge
Nakon Berlinskog kongresa 1878. Bosna i Hercegovina potpala je pod vojnu upravu Austro-Ugarske. Nove okolnosti mijenjaju dotadašnju politiku izolacije dalmatinskih luka i izgradnja željezničke mreže u novostečenim područjima postaje imperativ.
Vojni i strateški interes imao je prednost u određivanju budućih trasa u odnosu na ekonomski. U nekoliko desetljeća u Bosni i Hercegovini nastala je mreža uskotračnih pruga, širine kolosijeka 760 mm, često zvanog i Bosanskim kolosijekom. U vremenu od 1879. do 1891. spojeno je više pruga na pravcu Bosanski Brod – Zenica – Sarajevo – Mostar – Metković.

### Izgradnja uskog kolosijeka Metković – Sarajevo
Nakon izgradnje pruge Bosanski Brod – Sarajevo, u planu je bila izgradnja pruge Sarajevo – Banja Luka, preko Travnika i Jajca, te dalje prema Aržanu i Splitu (Sinjska rera), kao i Unska pruga. Tom planu su se usprotivili Mađari smatrajući da bi tom prugom više pogodovao austrijski dio Monarhije. Tada je usvojen plan izgradnje pruge Sarajevo – Metković iako to dugoročno nije bilo najbolje rješenje zbog plitke i muljevite Neretve, te nemogućnosti pristajanja većih brodova u luci u Metkoviću.
Prva mjerenja počinju 1879., a u ljeto 1884. počinje gradnja prve dionice od Metkovića do Mostara, za koju se sav materijal dovozio preko luke u Metkoviću. Najteži dio ove dionice bio je od Bune do Čapljine u dužini od 19 km jer je prolazio teško pristupačnim kanjonom Neretve pa je za potrebe gradnje bio izgrađen i pomoćni put. Od Gabele do Metkovića zbog plavljenja Neretve pruga je izgrađena na nasipu. Na ovoj dionici širina gornjeg nasipa iznosila je 3 m. Tračnice su bile teške 17,8 kg po metru dužine, a tuneli su građeni u širini od 3,3 m te visini 3,1 m. Kapacitet dionice bio je 30 vlakova u 24 sata, a najveća brzina do 18 km/h. Iako je ovoj brzini odgovarao minimalni polumjer od 71 m, izgrađeni minimalni polumjer iznosio je 100 m. Izgradnjom pruge luka u Metkoviću je prerasla u jednu od najvažnijih luka u Dalmaciji, i prvu luku u Dalmaciji koja je dobila željezničku prugu. Dionica od Mostara do Konjica građena je kanjonom rijeke Neretve, i na mjestima je imala značajke gorske pruge. Izgrađeno je puno podzida, tunela i usjeka, a zbog čestog prelaska s jedne na drugu stranu rijeke i dosta mostova tako da je ta dionica bila puno skuplja nego dionica izgrađena prije. Od Konjica do Sarajeva, graditelji su trebali savladati uspon na Ivan planini relativne visine od 600 m. U tu svrhu bila je postavljena i treća tračnica (tzv. zupčanica inženjera Romana Abta) i to na dvije dionice: Pazarić – Tarčin (3,722 km, nagib 35 promila) te Podorašac – Raštelica (15,222 km, nagib 60 promila). Kroz Ivan planinu probijen je i tunel dužine 648 m. Vuču vlakova na tim dvjema dionicama obavljale su posebne parne lokomotive serije 97.
Ukupna dužina pruge od Metkovića do Sarajeva iznosila je 177,64 km, a troškovi gradnje iznosili su 19,900.000 kruna, i građena je u ukupno četiri etape, i to:
- Metković – Mostar, 43,678 km, puštena u promet 14. svibnja 1885.
- Mostar – Ostrožac, 65,315 km, puštena u promet 22. kolovoza 1888.
- Ostrožac – Konjic, 13,030 km, puštena u promet 10. studenog 1889.
- Konjic – Sarajevo, 55,432 km, puštena u promet 1. kolovoza 1891.

Osim s lukom u Metkoviću, naknadnom izgradnjom i puštanjem u promet pruge Gabela – Zelenika Bosna je bila povezana i s lukom u Gružu.
Naknadnom izmjenom trase od Raštelice prema Pazariću (potpunim ukidanjem zupčanice na toj dionici) te izgradnjom novog tunela kroz Ivan planinu dužine 3223 m između dva svjetska rata zupčanica je djelomično ukinuta 9. travnja 1931. Zbog težine dionice i danas se za teže teretne vlakove koriste dodatne lokomotive u tzv. potiskivanju ili zaprezi. Unatoč naknadnim radovima, dionica je bila usko grlo cijele pruge i ograničavala je kapacitet na 1,000.000 neto tona godišnje, a kao i većina tada građenih pruga u BiH, cijela ova pruga bila je izgrađena znatno ispod standarda za pruge takve vrste.

### Nastavak izgradnje pruge do Ploča
Iako je postojala ideja o produljenju pruge do ušća Neretve, ona postaje aktualna 1920-ih, u sklopu projekta povezivanja Beograda preko Sarajeva s novom lukom na moru, s obzirom na to da luka u Metkoviću nije mogla zadovoljavati narasle potrebe. Postojali su prijedlozi da ta luka bude u Kleku ili Neumu, a protiv nove luke bile su i luke u Splitu i Dubrovniku. Na inicijativu Sarajevske trgovačke i obrtničke komore Udruženje inženjera i arhitekata krajem 1922. i početkom 1923. izvodi prva mjerenja i snimanja terena na mjestu buduće luke u Pločama, a na željezničkoj konferenciji održanoj 1926. odlučeno je da buduća luka bude u Pločama. Ipak, zbog sukobljenih interesa oko buduće luke, izgradnja se neprestano odgađala. Tehnički elaborat bio je završen tek 1936. i to nakon prihvaćanja projekta luke u Pločama 1938., kada počinju radovi na cijeloj trasi do Ploča. Na cijeloj dionici nalazilo se pet postaja, četiri mosta i pet tunela. Do kraja 1940. bilo je gotovo 80 % zemljanih radova na nasipima, pet tunela te dvadesetsedam zgrada i drugih objekata. Napadom Njemačke i Italije na Kraljevinu, obustavljaju se svi radovi. Italija 1942. dovršava izgradnju pruge, a nakon njene kapitulacije, Njemačka obnavlja djelomično oštećenu prugu. Završetkom Drugog svjetskog rata, pruga oštećena povlačenjem Njemačke se opet obnavlja, te se 15. srpnja 1945. pušta u promet cijela dužina od luke u Pločama do Sarajeva.

## Modernizacija pruge sredinom 20. stoljeća
Jedan od neophodnih uvjeta industrijalizacije SFRJ nakon Drugog svjetskog rata bila je obnova 80 % uništene ili onesposobljene željezničke mreže u ratu, te modernizacija i prelazak na kolosijek normalne širine (1435 mm), a u svrhu povećanja kapaciteta. U Bosni i Hercegovini izgrađene su nove ili modernizirane postojeće pruge: Brčko – Banovići, Vrpolje – Šamac – Sarajevo, Doboj – Banja Luka i druge. Bilo je neophodno modernizirati i prugu Sarajevo – Ploče, s obzirom na to da je luka u Pločama bila najpovoljniji izlaz industrije BiH na Jadransko more. Najveći problem bio je rješavanje najteže dionice pruge preko Ivan planine. Istražni radovi i studije trajale su od 1948. do 1958. u kojem vremenu je analizirano 13 mogućih rješenja. Usvojeno rješenje je predviđalo maksimalno korištenje postojećeg tunela kroz Ivan planinu te naselja i industrije uz postojeću uskotračnu prugu. Petogodišnjim planom je utvrđeno da se pruga izgradi do kraja 1962.
Radovi na pruzi počinju 1958., ali zbog nedostatka financijskih sredstava u ograničenom intenzitetu na dionici Bradina – Konjic. Intenziviraju se tek 1961., a 1964. radilo se na cijeloj dužini pruge.
Izgradnja se odvijala u tri etape:

- izgradnja građevinskih kapaciteta te manji broj kolosijeka,

- elektrifikacija i izgradnja elektrorelejnog osiguranja postaja,

- daljinsko upravljanje prometom, automatski pružni blok, te dovršetak kolosijeka u postajama.
Posljednji vlak uskotračne željeznice krenuo je iz Ploča 5. studenoga 1966. Dopisnik Slobodne Dalmacije tom prigodom napisao je:
Nova pruga je predana u promet 1. prosinca 1966. a vuču su u početku obavljale dizelske lokomotive jer je pruga bila u prvoj etapi izgradnje. Elektrifikacija pruge i elektrorelejno osiguranje postaja dovršeno je i pušteno u rad u svibnju 1969., a konačni završetak radova na pruzi bio je 1972. dovršenjem sustava daljinskog upravljanja prometa i energetskih postrojenja za napajanje kontaktne mreže. Konačna cijena radova na pruzi iznosila je 1.149,4 milijuna dinara. Zajedno s prugom Vrpolje – Sarajevo, ova pruga je činila 24 % tadašnje željezničke mreže u BiH (ukupna dužina obje pruge iznosila je 450,5 km), te 60 % rada i 65 % prihoda ŽTP-a Sarajevo, i u to vrijeme bila je najsuvremenija pruga Jugoslavije.

### Učinci modernizacije
Elektrifikacijom pruge, robni promet bilježio je konstantni rast. Tako je u željezničkoj postaji u Pločama 1969. promet robe iznosio 1,03 milijuna tona. Već 1971. promet je udvostručen (2,09 milijuna tona), da bi 1977. iznosio 2,86 milijuna tona, a 1987. 3,61 milijun tona. U istom vremenu putnički promet je bio u opadanju: iz željezničke postaje u Pločama 1969. otputovalo je 482 tisuće putnika, 1971. 384 tisuće, 1977. 296 tisuća, a 1987. 173 tisuće putnika.
Zbog integracije Luke Ploče i ŽTP-a Sarajevo 1969. počelo se raditi na proširenju kapaciteta luke u Pločama. Porast obima teretnog prometa na željeznici pratio je i rast prometa u luci u Pločama. Tako je promet u luci s 1,1 milijun tona 1969. porastao na 2,3 milijuna tona 1971., kada je i izgrađeno postrojenje za prihvat nafte kapaciteta 1,5 milijun tona godišnje. Povećanje kapaciteta luke u Pločama nastavljeno je izgradnjom terminala za promet žive stoke, drva, žitarica, glinice, pa je luka u Pločama stekla uvjete i za tranzitni teret iz zemalja Srednje Europe. Već 1977. promet luke iznosio je 2,95 milijuna tona, a zahvaljujući razvoju velikih tvrtki u Bosni i Hercegovini (Željezara Zenica, KHK Lukavac, Aluminij Mostar,...) bio je u stalnom porastu, pa je 1987. premašio iznos od 4,5 milijuna tona.

## Obilježja pruge
Tehnički podatci o pruzi širokog kolosijeka:

- dužina: 194,6 km

- kolosijeka: 1

- postaja: 27

- mostova: 71 ukupne dužine 3,7 km

- tunela: 106 ukupne dužine od 36,6 km (najduži Ivan sedlo, 3,23 km)

- od navedenih podataka 46 tunela i 21 most je na dionici između Bradine i Konjica

- dužina kolosijeka u postajama: 130,7 km (od toga u Sarajevu 23,7 km)

- minimalni polumjer na najtežim dionicama: 250 m (između postaja Grad i Konjic)

- minimalni polumjer na ostalim dionicama: 400 m

- koeficijent razvijanja pruge: 1,63

- predviđene brzine (po projektu): najmanja 65 km/h, najveća 110 km/h

- osovinski pritisak: 20 t

- napon el. mreže: 25 kV, 50 Hz.
Pruga počinje na postaji Sarajevo i kroz Sarajevsko polje ima obilježja ravničarske pruge. Dolinom rječice Zujevine dobiva obilježja padinske, a spuštanjem kroz Ivan planinu do Bradine visokopadinske pruge. Spuštanje pruge nastavlja se lijevom stranom rječice Trešanice do Podorašca, gdje prelazi na desnu stranu Trešanice do Konjica. Trasa nastavlja dalje preko Jablaničkog jezera, a iza Ostrošca se spušta prema Neretvi s obilježjima padinske pruge, a prije Jablanice prelazi na desnu stranu Neretve. Pruga prolazi dalje kanjonom Neretve između planina Prenja i Čvrsnice, a nakon Raštana ponovno prelazi na lijevu stranu Neretve i ulazi u Mostar. Izlaskom iz Mostara, ponovno prelazi na desnu stranu Neretve do Ploča s obilježjima niskodolinske pruge.

## Pruga danas
Uoči samog rata, 1992. napravljena je modernizacija velikog dijela željezničke infrastrukture u BiH, remont pruga, kao i modernizacija voznih i vučnih vozila. Rat u Bosni i Hercegovini je doveo do prekida prometa na većini željezničkih pruga. Iako u puno manjem obimu nego prije rata, promet na dijelu ove pruge obavljao se i za vrijeme rata, i to na dionici Ploče – Čapljina, te Mostar – Baćevići, a kasnije (osnutkom Željeznica Herceg Bosne) i od mostarskih predgrađa do Čapljine. Prema podatcima Željeznica FBiH, ratna šteta na kapacitetima i infrastrukturi u BiH iznosila je oko 854 milijuna američkih dolara. Neizravne ratne štete pretrpila je i luka u Pločama koja je za vrijeme rata radila s 5-10% kapaciteta, a prijeratni obim prometa prestigla je tek 2008. (5,1 milijuna tona). Prema podatcima Državnog zavoda za statistiku, na željezničkoj postaji u Pločama 2012. zabilježen je promet od 1,118.962 tone (utovar 788.674 t, istovar 329.288 t), a broj otputovalih putnika je 7.935, što su znatno manje vrijednosti u odnosu na promet prije Domovinskog rata.
Danas prugom prometuju dva željeznička operatera. Na području BiH prometuje Željeznice FBiH (zaključno s kolodvorom Čapljina), a dalje na teritoriju Hrvatske prometuje Enna Transport. Nakon ukidanja u prosincu 2013., od ljeta 2022. počeo je prometovati sezonski putnički vlak na relaciji Sarajevo - Ploče koji prometuje tri puta tjedno: petkom, subotom i nedjeljom.

## Galerija
- Kolodvor u Sarajevu
- Most kod Sarajeva
- Pruga u Bradini
- Kolodvor u Konjicu
- Most kod Jablanice
- Pruga u kanjonu Neretve
- Kolodvor u Mostaru
- Kolodvor u Čapljini
- Kolodvor u Metkoviću
- Kolodvor u Opuzenu
- Kolodvor u Pločama

## Vanjske poveznice

### Sestrinski projekti
|  | Zajednički poslužitelj ima još gradiva o temi Željeznička pruga Sarajevo – Ploče |

### Mrežna sjedišta
- Karl Baedeker: Austria - Hungary including Dalmatia and Bosnia: handbook for travellers  Arhivirana inačica izvorne stranice od 12. kolovoza 2014. (Wayback Machine) From Sarájevo to Mostar and Gravosa (Ragusa.); Leipzig, London, New York, 1905. (engl.)
- Vremeplov.ba Srećko Ignjatović: Uzdužni profil pruge Sarajevo – Ploče, 1962. god. (srp.)